# Blondes Gift (Talkshow)
Blondes Gift war eine von Barbara Schöneberger moderierte Talkshow, die vom Jahr 2001, hier mit einer Sendungsdauer von einer Stunde, bis zum Jahre 2005, Sendedauer hier nur noch eine halbe Stunde, auf verschiedenen deutschen Fernsehsendern ausgestrahlt wurde. Die jeweiligen Sendungen wurden von der Entertainment Factory produziert, die auch andere Formate mit Barbara Schöneberger herstellte.

## Sendungskonzept
Das vorgebliche Ziel einer jeden Sendung war es, den sogenannten Blondfaktor des Gastes zu bestimmen. Dabei ging es weniger um die Haarfarbe als um eine Lebenseinstellung, nämlich ein entspanntes Verhältnis zu den Dingen zu haben. Darüber hinaus wurde jeder prominente Gast von Barbara Schöneberger befragt, verköstigt und mit diversen Einspielern konfrontiert. Der Gast hatte zum Ende einer Sendung einen Insider zu erraten, der sich während einer Sendung in kurzen Filmsequenzen zu Wort meldete und Intimitäten des Gastes preisgab. Der sogenannte Insider war immer eine dem Gast nahestehende Person, etwa ein Berufskollege, Familienmitglied oder Freund. Schließlich wurde ebenfalls in jeder Sendung ein auf den Gast abgestimmtes Spiel gespielt. Die Sendung selbst war ganz auf Gastgeberin Schöneberger zugeschnitten, die durch humorvoll inszenierte Eigenkritik und einen unkonventionellen Moderationsstil der Sendung ihr Profil gab.
Bei dem Sendungsteil  hart gefragt | zart gefragt sind entweder harte oder zarte Fragen zu allen möglichen Themen an den Sendungsgast gestellt worden.

## Sendeplätze
Blondes Gift wurde ab April 2001 zunächst im Rahmen von Suntv ausgestrahlt sowie von weiteren Regionalsendern des TV-Verbundes ›Die Regionalen‹ (darunter TV.NRW, Sachsen Fernsehen, Saar TV, B-TV Baden/B-TV Württemberg, Franken Fernsehen und RNF). Diese verschiedenen Ballungsraumsender der Kirch-Gruppe sendeten daher auch das Format Blondes Gift in den eigenen Programmen. Nach dem Zusammenbruch von KirchMedia im Jahr 2002 kaufte der WDR die Rechte am Format und strahlte neue Folgen ab August 2002 im WDR Fernsehen aus. Sendeplatz hier war samstags gegen Mitternacht. Die letzte Folge im WDR wurde am 28. Dezember 2003 ausgestrahlt.
Ab dem 8. März 2004 wurde Blondes Gift am späten Montagabend von ProSieben ausgestrahlt. Dort wurde die Sendung zum 8. August 2005 wegen zu niedriger Einschaltquoten eingestellt. Der Spartensender TIMM wiederholte die Sendung ab dem 1. November 2008.

## Gäste (Auswahl, nur ProSieben)
- Nadja Abd el Farrag (20. Dezember 2004)
- Thomas Anders (26. Juli 2004)
- Dirk Bach (21. Juni 2004)
- Céphas Bansah (3. Januar 2005)
- Gracia Baur (25. April 2005)
- H. P. Baxxter (27. Dezember 2004)
- Aleksandra Bechtel (10. Mai 2004)
- Jochen Bendel (25. Oktober 2004)
- Caroline Beil (15. März 2004)
- Roberto Blanco (24. Januar 2005)
- Hila Bronstein (11. Oktober 2004)
- Bürger Lars Dietrich (13. Dezember 2004)
- Christian Clerici (5. Juli 2004)
- DJ BoBo (7. Februar 2005)
- Charlotte Engelhardt (18. April 2005)
- Uwe Fahrenkrog-Petersen (27. September 2004)
- Collien Ulmen-Fernandes (18. Oktober 2004)
- Annette Frier (22. März 2004)
- Simon Gosejohann (8. August 2005)
- Lukas Hilbert (20. September 2004)
- Maja von Hohenzollern (6. Dezember 2004)
- Jana Ina (25. Juli 2005)
- Rick Kavanian (19. Juli 2004)
- Martin Kesici (19. April 2004)
- Silvana Koch-Mehrin (7. Juni 2004)
- Oliver Korittke (10. Januar 2005)
- Daniel Küblböck (8. März 2004)
- Alida Kurras (6. September 2004)
- Sarah Kuttner (14. Juni 2004)
- Kader Loth (30. August 2004)
- Faiz Mangat (23. Mai 2005)
- Max Mutzke (22. November 2004)
- Hans Werner Olm (3. Mai 2004)
- Götz Otto (13. September 2004)
- Nela Panghy-Lee (21. März 2005)
- Oliver Pocher (26. April 2004)
- Hubertus Regout (1. August 2005)
- Elke Rosenfeldt (24. Mai 2004)
- Erol Sander (9. Mai 2005)
- Tim Sander (29. März 2004)
- Sandy Mölling (2. August 2004)
- Michaela Schaffrath (15. November 2004)
- Antonia Schmitz (7. März 2005)
- Moritz B. (der klügste Eber Deutschlands, 7. Juli 2005)
- Sido (6. Juni 2005)
- Detlef D! Soost (9. August 2004)
- Hilmi Sözer (4. Oktober 2004)
- Axel Stein (21. Februar 2005)
- Carin C. Tietze (11. April 2005)
- Christian Tramitz (5. April 2004 und 4. April 2005)
- Carlo Thränhardt (23. August 2004)
- Vany (28. Juni 2004)
- Udo Walz (2. Mai 2005)
- Lilo Wanders (14. März 2005)
- Mirjam Weichselbraun (12. Juli 2004)
- Oliver Welke (17. Mai 2004)
- Oliver Wnuk (8. November 2004)